# Kilimanjarohoningzuiger
De Kilimanjarohoningzuiger (Cinnyris mediocris; synoniem: Nectarinia mediocris) is een zangvogel uit de familie Nectariniidae (honingzuigers). 

## Verspreiding en leefgebied
Deze soort komt voor in westelijk en centraal Kenia en noordelijk Tanzania.